# Heibergskolen
 Der er for få eller ingen kildehenvisninger i denne artikel, hvilket er et problem. Du kan hjælpe ved at angive troværdige kilder til de påstande, som fremføres i artiklen.

Heibergskolen er en skole på Østerbro i København. Skolens adresse er Randersgade 10, 2100 København Ø.
Skolen er en af hovedstadens nyeste. Den blev indviet den 17. august 2001 af tre borgmestre og er i dag den 6. skole på Indre Østerbro.
Skolen ligger henholdsvis i Det Kongelige Opfostringshus' gamle bygning fra 1880 af Ludvig Knudsen og i Thomas Havnings bygninger for Statens Institut for Blinde og Svagsynede fra 1952. Begge blev ombygget til brug for skolen. Heibergskolen er en folkeskole der ofte modtager nye elever. Den blev opkaldt efter skuespilleren Johanne Luise Heiberg.